# Fábio Espinho
Fábio Ricardo Gomes Fonseca (ur. 18 sierpnia 1985 w Espinho) – portugalski piłkarz występujący na pozycji pomocnika w Boaviście.